# 藤十郎の恋 (1955年の映画)
『藤十郎の恋』（とうじゅうろうのこい）は、1955年に公開された森一生監督の日本映画。
原作は菊池寛の同名小説。
1938年に同じく長谷川一夫主演で映画化されている。

## キャスト
以下の出演者名と役名はKINENOTEに従った。
- 長谷川一夫 - 初代 坂田藤十郎
- 京マチ子 - お梶
- 進藤英太郎 - 都万太夫
- 小沢栄 - 近松門左衛門
- 加東大介 - 吉介
- 小川虎之助 - 金子吉左衛門
- 三田登喜子 - おその
- 夏目俊二 - 万次郎
- 柳永二郎 - 宗山清兵衛
- 市川松蔦 - 霧浪千寿
- 天野一郎 - 中村四郎五郎
- 尾上栄五郎 - 沢村長十郎
- 原聖四郎 - 旦那甲
- 石原須磨男 - 楽屋番
- 上久保毅 - 旦那乙
- 高倉一郎 - 嵐三十郎
- 岩田正 - 玉七
- 沖時男 - 利吉
- 原三郎 - 服部二郎右衛門
- 滝川潔 - 男衆
- 大美輝子 - 「宗清」の仲居
- 橘公子 - お菊
- 小柳圭子 - 連れの女
- 種井信子 - おたけ
- 仲上小夜子 - 踊りの師匠
- 君島鶴代 - 連れの女
- 金剛麗子 - おやす

## スタッフ
以下のスタッフ名はKINENOTEに従った。
- 製作 - 永田雅一
- 企画 - 辻久一
- 監督 - 森一生
- 脚本 - 依田義賢
- 原作 - 菊池寛『藤十郎の恋』
- 撮影 - 杉山公平
- 音楽 - 斎藤一郎
- 美術 - 伊藤憙朔
- 録音 - 海原幸夫
- 照明 - 加藤庄之丞